# Mieszko (Sohn von Bolesław II.)
Mieszko Bolesławowic (* um 1069; † 1089) war ein polnischer Herzog von Krakau. Er entstammte dem Adelsgeschlecht der Piasten.

## Leben
Mieszko war der einzige Sohn des polnischen Königs Bolesław des Kühnen († 1081) und einer namentlich nicht bekannten Prinzessin. Er musste 1079 zusammen mit seinen Eltern aus Polen nach Ungarn fliehen und die Macht in Polen übernahm sein Onkel Władysław I. Herman. In Ungarn übernahm nach dem Tod seines Vaters der ungarische König Ladislaus der Heilige die Obhut für ihn und seine Mutter. 1086 kam es zum Ausgleich zwischen Mieszko und Władysław und Mieszko konnte mit seiner Mutter nach Polen zurückkehren und wurde Mitregent mit Władysław. Władysław teilte ihm das Herzogtum Krakau zu. Da Władysław zu diesem Zeitpunkt noch keinen legitimen Erben hatte, galt Mieszko als Kandidat auf die Nachfolge in Polen. Er wurde jedoch 1089 von unbekannten Tätern vergiftet. Möglicherweise war der Palatin Sieciech der Drahtzieher hinter dem Mord. Seine Mutter und seine Ehefrau überlebten ihn.

## Ehe und Familie
Mieszko heiratete 1088 eine namentlich nicht bekannte ruthenische Prinzessin, möglicherweise Katherina, Tochter von Wsewolod I. Er starb kinderlos.